# Обход интернет-цензуры
Обхо́д интерне́т-цензу́ры — использование различных методов для того, чтобы обойти ограничения интернет-цензуры.
Для обхода цензуры используются разные методы. Все они отличаются различной простотой использования, скоростью, безопасностью и рисками. Некоторые методы, такие как использование альтернативных DNS-серверов, позволяют избежать блокировки, используя либо альтернативный адрес, либо несколько адресов. Методы, использующие зеркала веб-сайтов или сайты с архивами Интернета, основаны на том, что копии сайта могут быть доступны на различных сайтах. Кроме того, существуют способы, основанные на получении доступа к интернет-соединению, которое не цензурируется. Часто оно находится в другой юрисдикции, на которую не распространяются законы о цензуре. Для этого используются прокси-сервера, виртуальные частные сети или анонимизирующие сети.
Между цензорами и разработчиками программ для обхода цензуры произошла гонка вооружений, что привело к созданию более сложных методов блокирования сайтов цензорами и разработке новых методов обхода цензуры. Обход цензуры может повлечь проблемы. Так, это проблемы юзабилити, трудности с поиском надёжной и достоверной информации о том, как обойти цензуру, отсутствие желания получить доступ к цензурированному контенту.
Обход цензуры может привести к нарушению закона и являться крайне серьёзным преступлением.

## Методы обхода цензуры
Существует методы, которые позволяют обойти цензуру. Они различаются по таким показателям, как
- сложность настройки
- эффективность при обходе цензуры
- способность остаться незамеченным при обходе

### Альтернативные адреса
Цензоры могут блокировать определённые доменные имена, используя перехват DNS или фильтрацию URL. Поэтому сайты иногда могут быть доступны по альтернативным ссылкам, которые не могут быть заблокированы.
Некоторые веб-сайты могут предлагать один и тот же контент на нескольких страницах или на нескольких доменных именах или поддоменах. Например, русская Википедия доступна по адресу https://ru.wikipedia.org/ , а мобильная версия — по адресу https://ru.m.wikipedia.org/.
Также иногда возможно получить доступ к сайту напрямую через его IP-адрес . Использование альтернативных DNS-серверов может помочь обойти блокировку на основе DNS.
Цензоры могут блокировать определённые IP-адреса. В зависимости от того, как реализована фильтрация, может быть возможно использовать тот же IP-адрес другим способом. Например, следующие URL-адреса ведут на одну и ту же страницу (хотя не все браузеры их распознают): http://208.80.152.2 (десятичный адрес с точками), http://3494942722 (десятичный адрес), http: //0320.0120.0230.02 (восьмеричный с точками), http: // 0xd0509802 (шестнадцатеричный) и http: //0xd0.0x50.0x98.0x2 (шестнадцатеричный с точками).

### Зеркала, кэш и копии
Кэшированные страницы. Некоторые поисковые системы хранят копии ранее проиндексированных веб-страниц в кэше. Они часто хранятся поисковиком и не могут быть заблокированы. Например, Google разрешает извлечение кэшированных страниц, для этого вводят «cache: some-url» в качестве поискового запроса.
Зеркала и сайты-архивы. Копии веб-сайтов или страниц могут быть доступны на сайтах-зеркалах или на архивных сайтах, например, в архиве Интернета.
Агрегаторы RSS, такие как Feedly, позволяют читать RSS каналы, которые заблокированы из-за цензуры.

### Прокси-серверы
Веб-прокси. Сайты-прокси настроены так, чтобы пользователи могли загружать веб-страницы через прокси-сервер. Таким образом, страница поступает из прокси-сервера, а не из заблокированного источника. Однако в зависимости от того, как настроен прокси-сервер, цензор может определить, что страница была загружена и что использовался прокси.
Например, мобильный браузер Opera Mini использует прокси-сервер, использующий шифрование и сжатие для ускорения загрузки. Это имеет побочный эффект: с помощью такого сервера можно обходить цензуру. В 2009 году это привело к тому, что правительство Китая запретило все версии браузера, кроме специальных китайских.
Фронтирование домена. Программное обеспечение может использовать фронтирование домена, при котором происходит скрытие назначения соединения путем передачи начальных запросов через сеть доставки контента или другой популярный сайт. Этот метод использовался мессенджерами, включая Signal и Telegram, но крупные облачные провайдеры, такие как Amazon Web Services и Google Cloud, запретили его использовать.
Туннелирование: установив туннель SSH, пользователь может пересылать весь свой трафик по зашифрованному каналу, поэтому как исходящие запросы на заблокированные сайты, так и ответы от этих сайтов скрыты от цензоров, виден лишь нечитаемый трафик SSH.
Виртуальная частная сеть. Используя VPN (виртуальную частную сеть), пользователь, который хочет обойти цензуру, может создать соединение с более либеральной страной и просматривать Интернет, как будто он находится в этой стране. Некоторые VPN предлагаются за ежемесячную плату; другие работают за счёт рекламы. По данным GlobalWebIndex, более 400 миллионов человек используют виртуальные частные сети, чтобы обойти цензуру или повысить уровень конфиденциальности.
Tor: Tor маршрутизирует зашифрованный трафик через несколько серверов, чтобы усложнить отслеживание. В некоторых случаях его можно использовать, чтобы избежать цензуры.

### Обфускациятрафика
Цензор может заблокировать инструменты, которые предназначены для обхода цензуры. Предпринимаются попытки сделать инструменты обхода менее заметными для цензоров с помощью рандомизирования трафика, попытки имитировать неблокируемое соединение или с помощью туннелирования трафика через службу, включённую в белый список, с использованием фронтирования доменов. Tor и другие инструменты обхода используют несколько методов шифрования трафика, которые пользователи могут использовать в зависимости от их соединения. Их иногда называют «pluggable transports».

### Флоппинет
Флоппинет — это передача компьютерных файлов с помощью перемещения носителей информации между компьютерами. Флоппинет не использует сеть, поэтому на него не распространяется цензура. Одним из примеров широко распространённой флоппинет-сети является El Paquete Semanal на Кубе.

## Использование инструментов обхода
В ответ на попытки цензуры происходит увеличение популярности инструментов обхода. Однако исследования, сравнивающие уровень их использования в странах, где цензурируется интернет, показывают смешанные результаты.

### Использование в ответ на постоянную цензуру
Результаты исследований различаются. В 2010 году Гарвардский университет провел исследование, которое показало, что очень немногие пользователи используют инструменты обхода цензуры (вероятно, менее 3 % пользователей) даже в тех странах, в которых есть цензура. Другие исследования сообщили о значительно большей популярности инструментов, но были оспорены.
В Китае, возможно, использование инструментов обхода больше распространено в университетах. Однако эти данные не подтверждены. Опрос, проведённый Freedom House, показал, что пользователи, как правило, могут легко использовать инструменты для обхода цензуры. Исследовательская фирма GlobalWebIndex сообщила, что в Китае более 35 миллионов пользователей Twitter’а и 63 миллиона пользователей Facebook’а, хотя оба сайта заблокированы. Однако эти оценки были оспорены; рекламная платформа Facebook считает, что в Китае 1 миллион пользователей. Что же касается Twitter’а, то, по некоторым оценкам, его используют 10 миллионов человек. Другие исследования указывают на то, что запреты использования инструментов для обхода цензуры привели к падению их использования. Так, в сеть Tor ранее подключались 30 000 китайцев, но, по состоянию на 2014 год, в Tor’е — около 3 000 пользователей из Китая.
В Таиланде интернет-цензура существует с 2002 года, фильтрация непоследовательна. Во время опроса 229 тайских интернет-пользователей исследовательская группа из Университета Вашингтона обнаружила, что 63 % опрошенных пользователей пытались использовать инструменты обхода, а 90 % успешно использовали эти инструменты. Пользователи часто принимали решения об использовании инструментов обхода, основанные на ограниченной или ненадёжной информации. Они отметили, что при использовании инструментов обхода появляются угрозы: как абстрактные, так и те, что основаны на личном опыте.

### В ответ на блокировку отдельных сайтов
В ответ на блокировку Twitter’а в Турции в 2014 году распространялась информация о DNS-серверах, поскольку использование другого DNS-сервера, такого как Google Public DNS, позволяло использовать Twitter. На следующий день после блокировки общее количество Twitter-сообщений, написанных в Турции, выросло на 138 % (по данным интернет-измерительной фирмы Brandwatch).
После запрета на использование приложения Telegram в Иране в апреле 2018 года количество поисковых запросов в Интернете, связанных с VPN и обходом цензуры, увеличилось в 48 раз по некоторым ключевым словам. Однако иногда пользователи загружали небезопасные программы. Треть иранских интернет-пользователей использовала инструмент Psiphon сразу после блокировки, а в июне 2018 года его продолжали использовать до 3,5 млн человек.

## Анонимность, риски и доверие
Обход цензуры и анонимность — это не одно и то же. Системы обхода цензуры предназначены для обхода блокировок, но они не дают анонимности. Системы, связанные с анонимностью, защищают конфиденциальность пользователя. И хотя они могут помогать обходить цензуру, это не является их основной функцией. Прокси-сайты не обеспечивают анонимности и могут просматривать и записывать местоположение компьютеров, отправляющих запросы, а также список посещаемых веб-сайтов.
Наиболее надёжными для обхода цензуры являются сайты, которые находятся у доверенных третьих лиц, не связаны с цензорами и не собирают личные данные. Наилучшими являются сайты тех людей, с которыми данный человек знаком лично, однако часто выбор можно сделать только по отзывам в Интернете. Закон может предусматривать обязательное раскрытие информации властям в случае подозрений.

### Обход цензуры, который может привести к нарушению закона
Во многих странах доступ к заблокированной информации является серьёзным преступлением, в частности, может наказываться законом доступ к детской порнографии, информации, угрожающей национальной безопасности, доступ к информации, связанной с насилием. Таким образом, люди, желающие обойти цензуру, должны понимать, как именно работает тот или иной способ защиты, а также понимать, что за обход цензуры государство может привлечь к ответственности.
Правозащитники, диссиденты, протестные или реформаторские группы пытаются принять меры для защиты конфиденциальности в Интернете, однако нет никаких гарантий, что обход цензуры не будет являться противозаконным.

## Программное обеспечение
Существует пять основных типов программного обеспечения для обхода цензуры в Интернете:
CGI-прокси используют скрипт, работающий на веб-сервере, для выполнения функций прокси-сервера. Прокси-клиент CGI отправляет запрошенный URL-адрес на прокси-сервер CGI. Прокси-сервер CGI извлекает информацию о сайте, отправляет свой собственный HTTP-запрос конечному получателю, а затем возвращает результат прокси-клиенту. Для безопасности необходимо доверие к оператору прокси-сервера. Прокси-инструменты CGI не требуют настройки браузера или установки программного обеспечения, но нужно использовать альтернативный интерфейс внутри существующего браузера.
HTTP-прокси отправляют HTTP-запросы через промежуточный прокси-сервер. Клиент, подключающийся через HTTP-прокси, отправляет на него точно такой же HTTP-запрос, как и на целевой сервер без прокси. HTTP-прокси анализирует запрос; отправляет свой собственный HTTP-запрос целевому серверу; и затем возвращает ответ прокси-клиенту. Безопасность возможна, если есть доверие к владельцу прокси. Для HTTP-прокси требуется программное обеспечение или настройка браузера. После настройки прокси можно посещать сайты, не меняя интерфейс браузера.
Application proxies аналогичны HTTP прокси, но поддерживают более широкий спектр онлайн-приложений.[как именно они отличаются?]
Одноранговые сети хранят контент на добровольных серверах. Также используется перенаправление (re-routing), которое повышает надёжность сети. Одноранговой системе можно доверять, поскольку она зависит не от одного сервера, а от нескольких, объём контента на каждом конкретном сервере ограничен.
Системы перенаправления (re-routing) используют сразу несколько прокси-серверов для защиты, поэтому каждый отдельный прокси-сервер не знает полной информации о запросе.
Ниже приведен список программ для обхода цензуры в Интернете:
| Название                                              | Тип                          | Разработчик                       | Цена                 | Веб-сайт                        | Примечания |
| ----------------------------------------------------- | ---------------------------- | --------------------------------- | -------------------- | ------------------------------- | --- |
| alkasir                                               | HTTP-прокси                  | Журналист из Йемена               | бесплатно            | www.alkasir.com                 | Использует туннелирование. Позволяет получать доступ только к некоторым сайтам. Не допускает порнографические, эротические материалы и прочие сайты «для взрослых».        |
| Anonymizer                                            | HTTP-прокси                  | Anonymizer, Inc.                  | платно               | www.anonymizer.com/             | Туннелирует трафик через Anonymizer. |
| CGIProxy                                              | HTTP-прокси                  | Джеймс Маршалл                    | бесплатно            | www.jmarshall.com/              | Превращает компьютер в прокси-сервер и позволяет пользователям сервера получать доступ к сайтам. CGIProxy используется в некоторых других прокси-серверах.                 |
| Flash proxy                                           | HTTP-прокси                  | Стэнфордский университет          | бесплатно            | crypto.stanford.edu/flashproxy/ | Использует соединение с Tor Network |
| Freegate                                              | HTTP-прокси                  | Dynamic Internet Technology, Inc. | бесплатно            | www.dit-inc.us                  | Использует различные открытые прокси для доступа к заблокированным веб-сайтам. Используется сеть DIT’s DynaWeb.                                                            |
| Freenet                                               | P2P-сеть                     | Ян Кларк                          | бесплатно            | freenetproject.org              | Децентрализован, использует жесткий диск пользователей для защиты анонимности                                                                                              |
| I2P (ранее Invisible Internet Project)                | выполняет re-routing         | I2P Project                       | бесплатно            | geti2p.net                      | Использует сеть pseudonymous, позволяет сделать интернет частично анонимным                                                                                                |
| Java Anon Proxy (также известен как JAP или JonDonym) | фиксированный re-routing     | Jondos GmbH                       | платно или бесплатно | anonymous-proxy-servers.net     | Использует сервис AN.ON. Разработан как проект Дрезденского технического университета,Регенсбургского университета, и одного из чиновников, защищающих конфиденциальность. |
| Psiphon                                               | CGI-прокси                   | Psiphon, Inc.                     | бесплатно            | psiphon.ca                      | Одна из систем обхода цензуры. Open-source. |
| Proxify                                               | HTTP-прокси                  | UpsideOut, Inc.                   | платно или бесплатно | proxify.com/                    | Система обхода цензуры. Заблокирована в различных странах |
| Snowflake                                             |                              | The Tor Project                   | бесплатно            | snowflake.torproject.org        | Использует множество прокси для подключения к сети Tor |
| StupidCensorship                                      | HTTP-прокси                  | Peacefire                         | бесплатно            | stupidcensorship.com/           | Эта система обхода цензуры также блокируется. mousematrix.com — похожий сайт, основанный на том же ПО.                                                                     |
| Tor                                                   | re-routing (рандомизировано) | The Tor Project                   | бесплатно            | www.torproject.org              | Предоставляет анонимность, позволяет обходить цензуру. |
| Ultrasurf                                             | HTTP-прокси                  | Ultrareach Internet Corporation   | бесплатно            | www.ultrasurf.us/               | Система, позволяющая пользователям, в странах которых есть цензура, обходить её.                                                                                           |